# Тодор Генов
Тодор Антонов Генов е български драматург и белетрист.

## Биография
Роден е на 10 юни 1903 година в град Елена.  Завършва вечерния Журналистически институт в Брюксел, Белгия (1932).
Главен редактор на вестник „Вик“ (1934), който поема публичната защита на Георги Димитров по време на Лайпцигския процес.
Участва в комунистическото движение през Втората световна война. В периода 1945 – 1947 година е дипломат в Турция. Работи в системата на Министерството на външните работи (1947 – 1953)..